# Annie Get Your Gun (film)
Annie Get Your Gun is een kleurenfilm uit 1950 geïnspireerd op het leven van scherpschutter Annie Oakley.  De hoofdrollen werden (uiteindelijk) vertolkt door Betty Hutton en Howard Keel, regie (uiteindelijk) door George Sidney.
Het scenario van de film is gebaseerd op de gelijknamige musical uit 1946 van Herbert en Dorothy Fields en Irving Berlin. Het libretto van de musical is losjes gebaseerd op het leven van scherpschutter Annie Oakley (1860–1926) die deel uitmaakte van de Wild West Show van Buffalo Bill, samen met onder anderen haar echtgenoot Frank Butler en Sitting Bull.
Annie Get Your Gun was een groot succes in de bioscopen en bracht 8 miljoen dollar op. De film won een Oscar voor de beste muziek. Een ruzie tussen MGM en componist Irving Berlin in 1973 zorgde ervoor dat de film bijna dertig jaar lang niet meer te zien was. Pas in 2000 werd de film weer vertoond.

## Verhaal

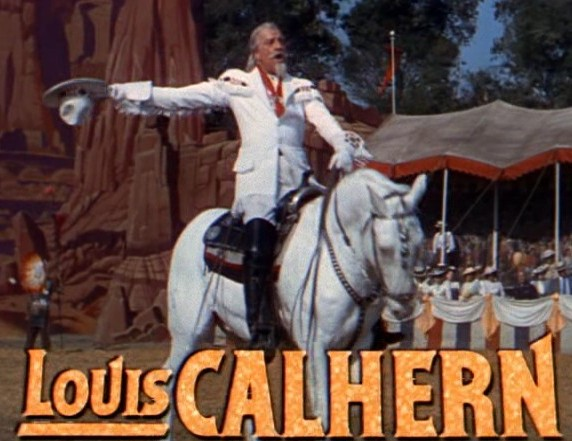
Louis Calhern in Annie Get Your Gun

Het grote westerncircus van Buffalo Bill komt aan in Cincinnati. De stad maakt zich op voor een groot feest. De enige inwoner die niet blij is met de komst van het circus is Foster Wilson, de hoteleigenaar waar het ensemble van Buffalo Bill logeert. Zijn humeur wordt er niet beter op als wildebras Annie Oakley met haar kinderbende arriveert. Wilson raakt echter onder de indruk van de scherpschutterkwaliteiten van het meisje en arrangeert een wedstrijd tussen haar en schietster Frank Butler. Annie valt als een blok voor Frank, maar dat tast haar schutterstalent niet aan en tijdens de wedstrijd blijkt ze sneller dan haar opponent. Aangezien de wedstrijd te zien was voor het publiek voelt Butler zich vernederd, helemaal als Buffalo Bill voorstelt het meisje op te nemen in zijn circus. Hij weigert bot om dit voorstel zelfs maar te overwegen. Maar Annie weet Frank te overtuigen en al snel blijken ze een goed team te vormen.
Het meisje bloeit op en al snel bloeit er een romance op tussen haar en Frank. Intussen gaat het minder met het circus en Buffalo Bill krijgt veel concurrentie van het circus van Pawnee Bill. Buffalo Bill besluit de show wat meer panache te geven door Annie als grote ster alleen in te zetten. Het blijkt een gouden greep, maar Frank Butler voelt zich aan de kant geschoven en verlaat de show.
De show toert in Europa met groot succes, en komt dan weer terug. Frank Butler is intussen de nieuwe ster geworden van het circus van Pawnee Bill. Ondanks de Europese successen verliest de show van Buffalo Bill geld. Om een faillissement af te wenden wordt een fusie overwogen met Pawnee Bill, waarbij Annie en Frank weer met elkaar geconfronteerd worden.

## Rolverdeling
| Acteur           | Personage                      |
| ---------------- | ------------------------------ |
| Betty Hutton     | Annie Oakley                   |
| Howard Keel      | Frank Butler                   |
| Benay Venuta     | Dolly Tate                     |
| Louis Calhern    | William F. Cody (Buffalo Bill) |
| J. Carrol Naish  | Sitting Bull                   |
| Edward Arnold    | Pawnee Bill                    |
| Keenan Wynn      | Charlie Davenport              |
| Clinton Sundberg | Foster Wilson                  |

## Voorgeschiedenis

### De musical
Dorothy en Herbert Fields schreven het libretto voor een musical over de beroemde Amerikaanse scherpschutter en vaudevilleartiest Annie Oakley. Het leven van Oakley was als het onderwerp geweest van een succesvolle speelfilm uit 1935 Annie Oakley van George Stevens, met Barbara Stanwyck als Annie and Preston Foster als haar man Frank. De musical zou worden geproduceerd door Richard Rodgers en Oscar Hammerstein II. Zij hadden componist Jerome Kern gevraagd de muziek te schrijven. Kern overleed echter vrij plotseling aan de gevolgen van een hersenbloeding, waarna Irving Berlin hem verving. Berlin had moeite met het stuk, aangezien hij gewend was om eerst de liedjes te schrijven en vervolgens daarom heen een verhaal te maken. Nu was het verhaal al klaar. Maar het lukte hem en op 16 mei 1946 ging Annie Get Your Gun in première in het Imperial Theater op Broadway. Ethel Merman speelde met Ray Middleton de hoofdrol. De productie haalde 1147 voorstellingen.

### Judy Garland
MGM kocht in februari 1947 de filmrechten van de musical voor 650.000 dollar, een recordbedrag voor die tijd. Producent Arthur Freed kreeg de opdracht de productie te starten op het moment dat de Broadwayproductie zijn voorstelling had beëindigd. Freed huurde regisseur Busby Berkeley in en koos de grote MGM-actrice Judy Garland voor de rol van Annie. Garland die wereldberoemd was geworden met haar rol van Dorothy in The Wizard of Oz stond op de rand van een inzinking. Ze was verslaafd gemaakt aan pillen en werd steeds meer gezien als een risico voor de films waarvoor ze werd gekozen. Maar voorlopig was dit nog geen probleem aangezien de opnamen voor de film pas mochten beginnen als de Broadwayproductie was gestopt. In oktober 1948 begonnen de repetities, terwijl op 4 april 1949 kon worden begonnen met de opnamen. Tegen die tijd was Judy Garland al over het randje van een zenuwinzinking. Ze had grote persoonlijke problemen en gebruikte allerlei pillen door elkaar heen. Tot overmaat van ramp kon Garland niet opschieten met regisseur Busby Berkeley met wie ze al slechte ervaring in het verleden had gehad. Berkeley schreeuwde zo tegen haar dat ze er lichamelijk ziek van werd. Ook zag Garland dat haar acteerwerk niet meer dezelfde kwaliteit had als vroeger, hetgeen haar zelfvertrouwen ondermijnde. Haar tegenspeler Howard Keel brak zijn enkel na een rit te paard, waarna Garland in haar eentje Berkeley moest weerstaan. Ze vermagerde zienderogen, verloor plukken met haar en kreeg last van slapenloosheid.

### Drie regisseurs
Producent Freed was zo wanhopig dat hij Busby Berkeley liet ontslaan. In zijn plaats stelde Freed regisseur Charles Walters aan. Walters had eerder succesvol met Garland gewerkt tijdens de productie van Easter Parade uit 1948. Maar de ingreep kwam te laat, Garland was gebroken. Ze was niet meer in staat fatsoenlijk te acteren of alleen maar op tijd op de set te komen. MGM ontsloeg haar vervolgens, in die tijd een maatregel die geen precedent kende, een Hollywoodstudio zou nooit zo'n grote ster ontslaan. Maar in 1949 gebeurde het toch en Judy Garland werd niet lang daarna opgenomen in een psychiatrische inrichting. Ook Charles Walters werd ontslagen. De regisseur hoorde overigens pas van zijn ontslag van roddelcolumniste Hedda Hopper. Niemand had de moeite genomen hem in te lichten. In afwachting van een nieuwe regisseur en een nieuwe hoofdrolspeelster werd de productie voor vijf maanden stilgelegd. Inmiddels was al 1.250.000 dollar uitgegeven op een budget van bijna drie miljoen. Met die wetenschap moest George Sidney, inmiddels de derde regisseur, aan het werk om de productie vlot te trekken. Het wachten was nog op een nieuwe hoofdrolspeelster.

## Scenario
Terwijl de productie wachtte op de nieuwe 'Annie Oakley' ging scenarist Sidney Sheldon aan het werk om het scenario te vervolmaken. De basis voor het scenario was het libretto van de gelijknamige musical. Door de Hays Code, Hollywoods eigen censuur, was het niet mogelijk om alles uit het libretto over te nemen. De Breen Office, het kantoor van oppercensor Joseph Breen controleerde alle Hollywoodproducties al in de scenariofase op verkeer taalgebruik, seksuele toespelingen, ruwe woorden, seks en geweld. Veel van de ruwe taal die Dorothy en Herbert Fields hun hoofdrolspeelster in de mond legden, was verboden volgens de Hays Code. Ook zaten er in het stuk licht discriminerende opmerkingen over indianen die ook niet door de beugel konden. Om het verhaal strakker te houden sneuvelde een romantisch subplot uit de musical en voegde Sheldon enige minder belangrijke rollen samen. Om te voorkomen dat het verhaal vaart zou verliezen schrapte hij bovendien drie liedjes uit de musical ("Moonshine Lullaby", "I'm a Bad, Bad Man", en "I Got Lost in His Arms"). Het nummer "Let's Go West Again" werd wel gehandhaafd, maar sneuvelde in de montage.

## Acteurs

### Annie Oakley 1
Al voor Judy Garland de rol van Annie Oakley kreeg in 1948 had Ginger Rogers haar agent opdracht gegeven om alles op alles te zetten om haar de rol van Annie Oakley te laten spelen. Ze was zelfs bereid om voor niets te spelen, zo graag wilde ze de rol. MGM liet echter weten dat Ginger zich beter bezig kon houden met haar avondjurken en zijden kousen en niet met de rol van de ruwe wildebras Annie Oakley. Ook Betty Hutton deed haar uiterste best om de rol te krijgen, maar ze was in dienst van een andere studio, Paramount, die haar geen toestemming gaf. Ze was in tranen toen ze het nieuws kreeg. Actrices als Doris Day en Judy Canova werden overwogen maar vielen af. Een andere belangrijke kanshebster voor de rol was Ethel Merman geweest. Merman had Annie Oakley gespeeld in de musical, maar MGM had moeite met het acteerwerk van Merman in de film. Dus werd Judy Garland uitverkoren.

### Annie Oakley 2
Nadat Judy Garland was ontslagen begon MGM de jacht op een nieuwe hoofdrolspeelster voor de rol van Annie Oakley. Een grote kanshebber voor de rol was actrice Betty Garrett die in veel MGM films en musicals had gespeeld als de tweede romantische hoofdrolspeelster. Haar agent maakte echter de fout te veel geld te vragen, waarna Garrett weer uit de spotlights verdween. Vervolgens werd MGM studiocontractant June Allyson overwogen maar te licht bevonden. Regisseur Charles Walters die Busby Berkeley was opgevolgd drong er bij producent Arthur Freed op aan om Betty Grable te selecteren maar 20th Century Fox wilde haar niet uitlenen. Uiteindelijk kreeg Betty Hutton toch de rol. Arthur Freed huurde haar op 21 juni 1949 voor 100.000 euro van Paramount Pictures. Ze was dolblij en vertelde de pers dat ze had gebeden om de rol te krijgen. Dit viel slecht bij de filmploeg die goed hadden kunnen opschieten met Judy Garland. Hutton wachtte een kille ontvangst.

### Andere rollen
Voor de rol van Frank Butler was aanvankelijk Bing Crosby favoriet. Hij zou aan de zijde van Judy Garland spelen. Maar MGM vond hem te oud voor de rol en koos de debutant Howard Keel. Keel had slechts een klein rolletje gespeeld in een Britse film uit 1948 maar was verder onbekend bij het grote publiek.
Acteur Frank Morgan was aanvankelijk geselecteerd voor de rol van William Cody (Buffalo Bill). Het nummer "Colonel Buffalo Bill" werd nog samen met hem opgenomen voordat hij volkomen onverwacht overleed. Hij werd vervangen door Louis Calhern. Actrice Geraldine Wall die was aangetrokken voor de rol van Dolly werd vervangen door Benay Venuta. Haar enige concurrente voor de rol van Dolly was Marjorie Reynolds.

## Productie

### De eerste periode (7 maart - 21 mei 1949)
De eerste productie met Judy Garland in de hoofdrol begon op 7 maart 1949. De eerst opnamen werden gemaakt op 4 april 1949 door regisseur Busby Berkeley. De opnamen werden vanaf begin af aan geplaagd door problemen. Hoofdrolspeelster Judy Garland had grote persoonlijke problemen, dronk veel en was verslaafd aan pillen. Berkeley had voortdurend ruzie met haar en eiste ook het onmogelijke van de filmploeg. Acteur Howard Keel gleed met zijn paard uit op een natte studiovloer en brak zijn enkel toen het dier op hem viel. Acteur Frank Morgan die Buffalo Bill speelde overleed plotseling en Berkeley werd ontslagen door producent Arthur Freed. Niet lang daarna stortte Judy Garland in en werd ontslagen. Op 21 mei werd de productie stilgelegd. Slechts twee nummers met Judy Garland waren opgenomen ("Doin' What Comes Naturally" en "I'm an Indian Too"), terwijl de kosten waren opgelopen tot 1.250.000 dollar.

### De tweede periode (10 oktober - 16 december 1949
Na vijf maanden werd de productie hervat. De opvolger van Berkeley, Charles Walters, was inmiddels alweer vervangen door George Sidney. Sidney kreeg een nieuwe hoofdrolspeelster, Betty Hutton, en moest al het al geschoten filmmateriaal opnieuw opnemen. Hij kreeg een nieuwe assistent George Rhein, een nieuwe cinematograaf, Charles Rosher, die cameraman Harry Stradling verving en een nieuwe editor, James E. Newcom die Albert Akst verving. Acteur Louis Calhern verving Frank Morgan als Buffalo Bill, nadat Morgan op 18 september plotseling overleed en Benay Venuta verving Geraldine Wall als Dolly Tate. Deze productie werd afgerond op 16 december. Ondanks alle problemen lagen de opnamen voor op het schema en werd er slecht 61.000 dollar te veel uitgegeven. Het totale budget kwam uit op 3,7 miljoen dollar.

### De vervangster
Betty Hutton had al naar de rol van Annie Oakley gehengeld in de eerste productieperiode en verloren van Judy Garland. Toen Garland werd ontslagen kreeg Hutton en de rol. Ze was zo blij dat ze de pers vertelde dat ze voor de rol had gebeden. Dit viel slecht bij de filmploeg die het niet eens was geweest met het ontslag van Garland. Als gevolg daarvan kreeg Hutton een kille ontvangst toen ze zich meldde voor de opnamen. Ze werkte hard aan de rol, maar had het gevoel dat ze weinig waardering kreeg. Zelfs MGM behandelde haar slecht en nodigde haar bijvoorbeeld niet uit voor de première in New York. De klap op de vuurpijl was het bezoek van Judy Garland aan de set, nadat ze uit de inrichting was ontslagen. Hutton begroette de voormalige MGM-ster met een hartelijk, "hiya Judy", en moest gelijk een scheldkanonnade van Garland ondergaan. Hutton die ook al niet kon opschieten met tegenspeler Howard Keel zag haar droom veranderen in een nachtmerrie. Ze zag de opnames als het begin van het einde van haar filmcarrière. De manier waarop MGM haar behandelde deed haar de interesse in films verliezen. Dit duurde overigens nog een paar jaar, maar toen  Arthur Freed Hutton en Keel opnieuw wilde samenbrengen voor een musicalfilm Billy Rose's Jumbo (1962) was haar carrière al voorbij.

## Muziek
De volgende liedjes zijn in de film te horen (tekst: Herbert en Dorothy Fields, muziek: Irving Berlin):
- "You Can't Get A Man With A Gun" - uitgevoerd door Betty Hutton
- "Doin' What Comes Natur'lly" - uitgevoerd door Betty Hutton
- "I'm An Indian Too" - uitgevoerd door Betty Hutton
- "I Got The Sun In The Morning" - uitgevoerd door Betty Hutton
- "Anything You Can Do" - uitgevoerd door Betty Hutton en Howard Keel
- "They Say It's Wonderful" - uitgevoerd door Betty Hutton en Howard Keel
- "There's No Business Like Show Business" - uitgevoerd door het Ensemble
- "Colonel Buffalo Bill" - uitgevoerd door het Koor
- "My Defenses Are Down" - uitgevoerd door Howard Keel
- "The Girl That I Marry" - uitgevoerd door Howard Keel

## De echte Annie Oakley
Annie Oakley heeft echt bestaan. Ze werd geboren als Phoebe Ann ("Annie") Moses in Partentown North Star, Ohio. Haar vader overleed toen ze nog erg jong was en Annie ging al op haar achtste op jacht om eten voor haar familie bijeen te schieten. Hierdoor verzuimde ze veel school, maar ontwikkelde zich wel tot een scherpschutter. Ze groeide uit tot een lokale beroemdheid en was een van de beste schutters uit de streek toen in 1876 het scherpschutterduo Baughman en Butler in Cincinnati arriveerde. De twee gaven schietdemonstraties en hielden wedstrijden. Frank Butler, een voormalige hondentrainer, beloofde 100 dollar aan degene die hem zou verslaan bij het schieten. De wedstrijd werd georganiseerd met Jack Frost, een hoteleigenaar in Cincinnati. De toen vijftienjarige Annie versloeg haar opponent en incasseerde het geld. Frank en Annie werden verliefd en trouwden op 20 juni 1882. Het huwelijk bleef kinderloos. Het net getrouwde koppel trad op in Cincinnati met een schietshow, waarbij Annie de shownaam "Oakley" aannam, naar een dorpje in de buurt. In 1885 werden het echtpaar door William Cody in dienst genomen van zijn Buffalo Bill's Wild West Show. De kleine Oakley, ze was nauwelijks een meter vijftig lang, kreeg de bijnaam "Little sure shot" van Sitting Bull die ook optrad in de show. Oakley toerde met haar man en de show door Europa en trad onder andere op voor Koningin Victoria. Na een serie verkeersongelukken verliet Annie de show van Buffalo Bill en begon te acteren in het toneelstuk "The Western Girl". Ze bleef actief met schieten en leidde vele vrouwen op in het gebruik van vuurwapens. Ze overleed op 3 november 1926 aan kwaadaardige bloedarmoede op 66-jarige leeftijd. Haar man, Frank Butler, overleed 18 dagen later

## Prijzen en nominaties

### Oscars
- Beste Muziek
- nominatie voor Beste Decors
- nominatie voor Beste Camerawerk
- nominatie voor Beste Montage

### Golden Globes
- Nominatie voor Beste Actrice (Betty Hutton)

### Photoplay Awards
- Populairste vrouwelijke ster (Betty Hutton)

### Writers Guild of America
- Beste musicalscenario

## Andere versies
Tussen 1953-1957 zond ABC television een tv-serie uit over Annie Oakley met Gail Davis in de titelrol. In 1957 werd de Broadwaymusical voor televisie bewerkt met Mary Martin als Annie en John Raitt als Frank. Dit gebeurde nogmaals in 1967 toen NBC Television een tweede televisiebewerking van de musical maakte met Ethel Merman als Annie en Bruce Yarnell als Frank.